# Colton (California)
Colton è una città degli Stati Uniti d'America, situata nella California, nella contea di San Bernardino.